# Sarntaler Alpen

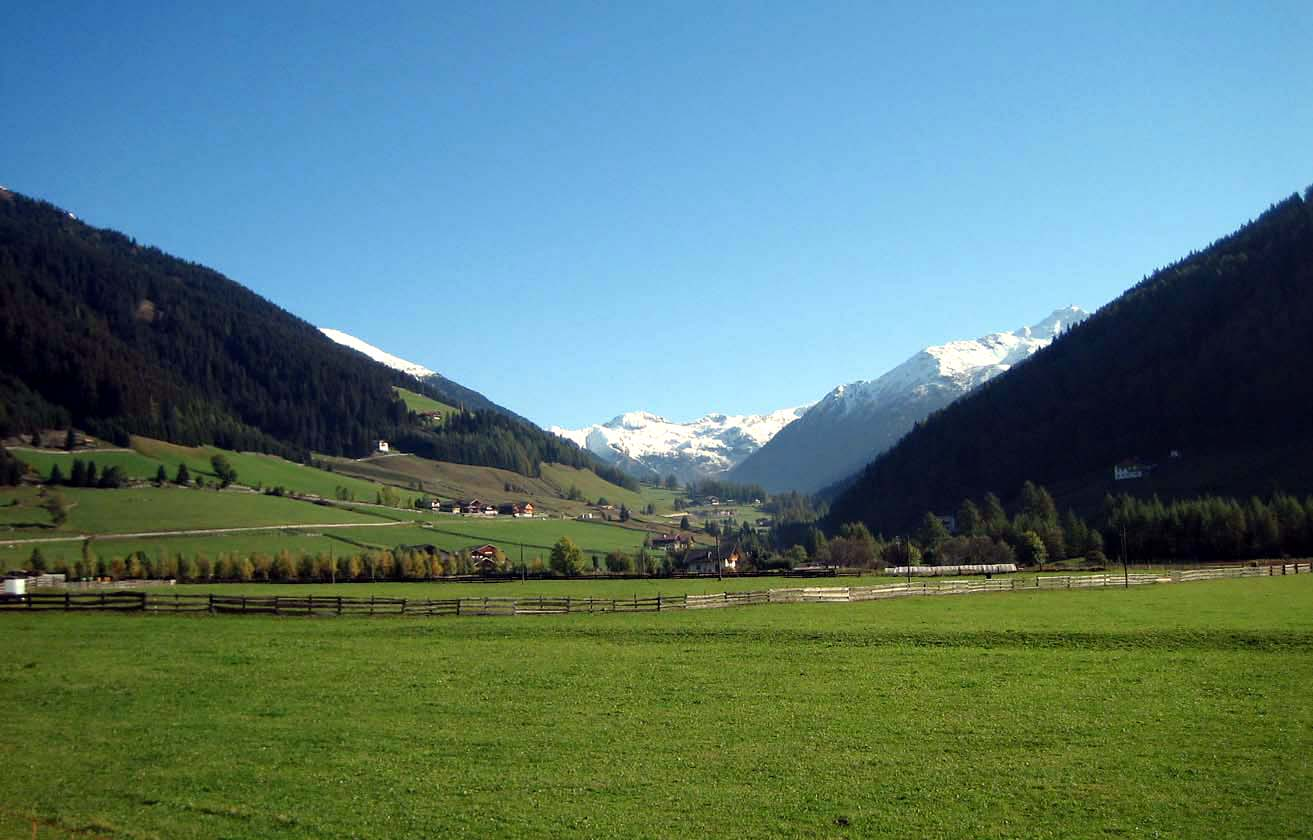
Dolina Sarntal (Val Sarentino)

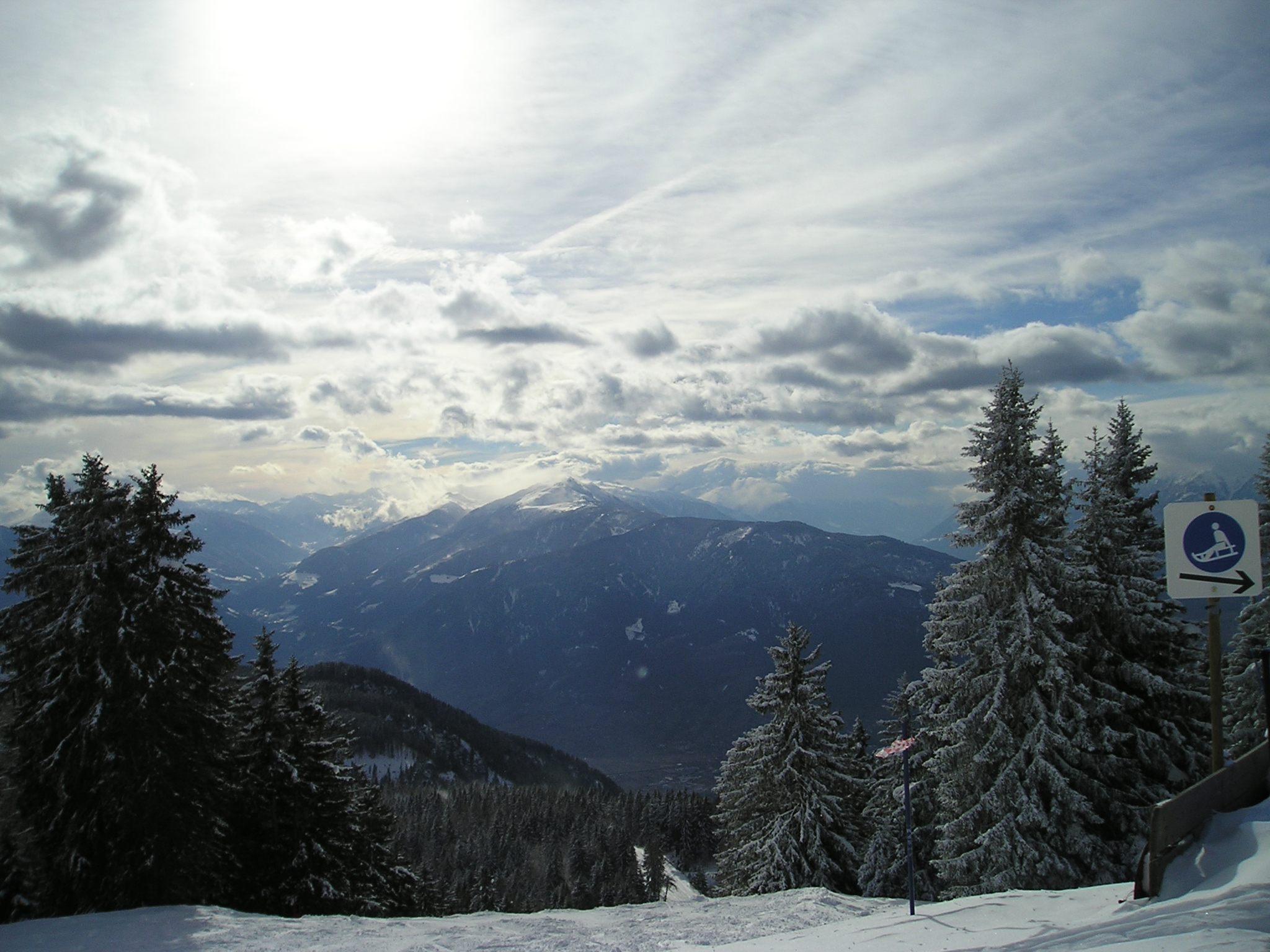
Widok na Ifinger

Sarntaler Alpen, Alpi Sarentine — pasmo górskie, część Alp Retyckich w Alpach Wschodnich. Jest najbardziej wysuniętą na wschód częścią Alp Retyckich. Leży na terenie północnych Włoch, w regionach Trydent-Górna Adyga oraz Południowy Tyrol. Najważniejsze miasta regionu to Bozen (Bolzano) na południu Meran (Merano) na zachodzie, Sterzing (Vipiteno) na północy oraz Brixen (Bressanone) na wschodzie.
Według AVE pasmo graniczy z: Alpami Ötztalskimi i Gruppo Ortles-Cevedale (Ortler-Alpen) na zachodzie, Stubaier Alpen na północy, Alpami Zillertalskimi na północnym wschodzie (granicą jest rzeka Eisack między Sterzing a ujściem Rienz),  i Dolomitami na wschodzie, Dolomiti di Fiemme na południu, oraz z Nonsberggruppe na południowym zachodzie. Pasmo to nie posiada żadnego lodowca, a szczyty nie osiągają nawet 2800 m, najwyższy – Hirzer Spitze – mierzy 2781 m.
Najwyższe szczyty:
- Hirzer Spitze (2781 m),
- Alplerspitz (2752 m),
- Hochwart (2746 m),
- Jakobsspitze (2742 m),
- Tagewaldhorn (2708 m),
- Sarner Weißhorn (2705 m),
- Alplattspitze (2675 m),
- Kassianspitze (2581 m),
- Ifinger (2581 m),
- Sulzspitze (2572 m),
- Tatschspitze (2526 m),
- Villanderer Berg (2509 m),
- Königsangerspitze (2439 m).

Schroniska:
- Penser-Joch-Haus (2215 m),
- Flaggerschartenhütte (2481 m),
- Radlseehütte (2284 m),
- Klausener Hütte (1923 m),
- Latzfonser-Kreuz-Hospiz (2311 m),
- Rittner-Horn-Haus (2261 m).